# Das neue Wochenend
Das neue Wochenend war eine Erotik-Zeitschrift, die von 1968 bis zum Jahr 2005 bei der Bauer Verlagsgruppe wöchentlich erschien. In den 1970er Jahren hatte sie unter dem alten Namen Wochenend, den sie bis 1992 trug, eine Auflage von 1,6 Mio. Exemplaren. Inhaltlich lehnte man sich an ganzheitliche Berichterstattung an, die sich an einem breiten Publikum orientierte. Ergänzend fanden sich auch Kontaktanzeigen und Märkte, welche v. a. in Zeiten vor der breitflächigen Verbreitung des Internet stark genutzt wurden.  Neben der Möglichkeit zu einem Abonnement und den üblichen Vertriebswegen (Kiosk, Tankstellen etc.) waren vor allem auch Lesezirkel und Clubs angeschlossen, sodass die Zeitschrift an vielen öffentlichen Stellen kostenfrei eingesehen werden konnte. Nachdem die Absatzzahlen über einen längeren Zeitraum rückläufig waren, so ging die Auflage von 1996 bis 1998 von 330.000 auf 200.000  Exemplare zurück, entschied sich der Verlag im Jahr 2005 zur Beendigung der Herausgabe. Später erschien die Zeitschrift monatlich und wurde von der VU Verlagsunion KG vertrieben.
2010 erschien sie beim Bauer-Tochterunternehmen Pabel-Moewig Verlag und durfte nur noch unter dem Ladentisch verkauft werden, weil innerhalb eines Jahres drei Ausgaben von Bundesprüfstelle für jugendgefährdende Medien indiziert worden waren.
2014 wurde sie von der Bauer-Tochter Inter Publish GmbH eingestellt.